# Bad for Good: The Very Best of Scorpions
Bad for Good: The Very Best of Scorpions è una compilation del gruppo hard rock/heavy metal tedesco Scorpions, pubblicata il 28 maggio del 2002 con etichetta Hip-O Records.

## Tracce
1. Rock You Like a Hurricane
2. Loving You Sunday Morning
3. The Zoo
4. No One Like You
5. Blackout
6. Still Loving You (single version)
7. Big City Nights
8. Believe in Love (single version)
9. Rhythm of Love
10. I Can't Explain
11. Wind of Change
12. Send Me an Angel
13. Don't Believe Her
14. Tease Me Please Me
15. Hit Between the Eyes
16. Alien Nation (single version)
17. Cause I Love You
18. Bad for Good